# Aphnaeus mishmisensis
Aphnaeus mishmisensis är en fjärilsart som beskrevs av South 1913. Aphnaeus mishmisensis ingår i släktet Aphnaeus och familjen juvelvingar. Inga underarter finns listade i Catalogue of Life.